# 슬라이딩

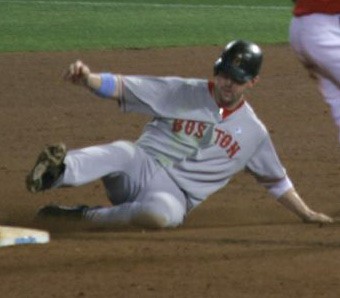

슬라이드(영어: slide) 또는 슬라이딩(영어: sliding)은 야구에서 베이스에 타자나 주자가 닿을 때 미끄러지듯 몸을 던지는 동작을 말한다.
슬라이드는 베이스 러너 역할을 하는 야구 선수가 접근하려는 베이스에 매우 가까워지면 몸을 땅에 떨어뜨리고 베이스에 도달하기 위해 바닥을 따라 미끄러지는 동작이다. 슬라이딩은 정확히 같은 이유는 아니지만 유소년 야구와 프로 야구까지 모두에서 주루의 필수 요소로 널리 간주된다.
베이스 러너(주자)는 태그 아웃을 피하고, 베이스를 오버런하는 것을 피하고, 베이스를 보호하는 수비 선수와의 접촉을 방해하거나 피하는 것을 포함하여 여러 가지 다른 방법과 여러 가지 인지된 이유로 베이스로 미끄러질 수 있다. 플레이어는 특정 경기 상황에서 미끄러짐으로써 이익을 얻을 수 있는지 여부를 결정한다. 

## 종류
슬라이딩에는 다음과 같은 종류들이 있다. 총 3가지의 슬라이딩 종류가 존재한다.
- 헤드퍼스트 슬라이딩
- 스탠드업 슬라이딩
- 훅 슬라이딩